# Nati nel 1901/Agosto
| Questa pagina contiene informazioni ricavate automaticamente dalle voci biografiche con l'ausilio del template Bio e di un bot. L'aggiornamento è periodico e automatico e ricostruisce completamente la pagina. Se manca una persona in questa lista, sei pregato di non aggiungerla, ma accertati piuttosto che la sua voce biografica contenga il template Bio e che i dati anagrafici siano correttamente compilati. Se il template Bio manca, inseriscilo tu stesso o, in alternativa, metti l'avviso {{tmp\|Bio}} che ne segnala la mancanza. Se i dati riportati sono sbagliati, correggi direttamente la voce biografica; le modifiche saranno visibili in questa lista entro pochi giorni. Per chiarimenti vedi il progetto biografie. La lista contiene solo le 124 persone che sono citate nell'enciclopedia e per le quali è stato implementato correttamente il template Bio. Pagina aggiornata al 10 ago 2025. |

- 1º agosto - Pedro Aleixo, politico e avvocato brasiliano († 1975)
- 1º agosto - Gérard Blitz, nuotatore e pallanuotista belga († 1979)
- 1º agosto - Francisco Guilledo, pugile filippino († 1925)
- 1º agosto - Giuseppe Liguori, politico italiano († 1978)
- 1º agosto - Angelo Meli, presbitero, storico e scrittore italiano († 1970)
- 2 agosto - Pavel Nikolaevič Evdokimov, filosofo e teologo russo († 1970)
- 2 agosto - Ignazio Kung Pin-mei, cardinale e vescovo cattolico cinese († 2000)
- 2 agosto - Antonio Liberti, imprenditore e dirigente sportivo argentino († 1978)
- 3 agosto - Casiano Chavarría, calciatore boliviano
- 3 agosto - Enrico Glori, attore italiano († 1966)
- 3 agosto - Pavel Mif, rivoluzionario, storico e economista sovietico († 1939)
- 3 agosto - John C. Stennis, politico statunitense († 1995)
- 3 agosto - Stefan Wyszyński, cardinale e arcivescovo cattolico polacco († 1981)
- 4 agosto - Renato Angiolillo, giornalista e politico italiano († 1973)
- 4 agosto - Louis Armstrong, trombettista, cantante e attore statunitense († 1971)
- 4 agosto - Emil Buchar, astronomo cecoslovacco († 1979)
- 4 agosto - Joop Campioni, calciatore olandese († 1962)
- 4 agosto - Giuseppe Ferro, imprenditore italiano († 1978)
- 4 agosto - Mario Martinez, politico italiano († 1976)
- 4 agosto - Pino Masnata, poeta e commediografo italiano († 1968)
- 4 agosto - Cesare Pintus, politico, partigiano e avvocato italiano († 1948)
- 4 agosto - Jaap Weber, calciatore olandese († 1979)
- 5 agosto - Claude Autant-Lara, regista, sceneggiatore e scenografo francese († 2000)
- 5 agosto - Robert Desmettre, pallanuotista francese († 1936)
- 5 agosto - Pololo, calciatore spagnolo († 1934)
- 6 agosto - Anton Bossi Fedrigotti, scrittore e diplomatico austriaco († 1990)
- 6 agosto - Kirō Honjō, ingegnere giapponese († 1990)
- 7 agosto - Giorgio Capecchi, attore e doppiatore italiano († 1968)
- 7 agosto - Konrad Heiden, storico e giornalista tedesco († 1966)
- 7 agosto - George Renwick, velocista britannico († 1984)
- 7 agosto - Guglielmo Schiratti, politico italiano († 1973)
- 7 agosto - Julija Ippolitovna Solnceva, regista e attrice sovietica († 1989)
- 8 agosto - Alfredo Ambrosi, pittore italiano († 1945)
- 8 agosto - Nina Nikolaevna Berberova, scrittrice russa († 1993)
- 8 agosto - Ernest Orlando Lawrence, fisico statunitense († 1958)
- 8 agosto - Mario Lauro Pietrosanti, politico italiano († 1958)
- 8 agosto - Giuseppe Roda, politico italiano († 1996)
- 9 agosto - Gaby Casadesus, pianista francese († 1999)
- 10 agosto - Nikolaj Chmelëv, attore sovietico († 1945)
- 10 agosto - Slavin Cindrić, calciatore jugoslavo († 1942)
- 10 agosto - Hugo Gunckel Lüer, naturalista e botanico cileno († 1997)
- 10 agosto - Franco Rasetti, fisico, paleontologo e botanico italiano († 2001)
- 11 agosto - Guido Agosti, pianista e compositore italiano († 1989)
- 11 agosto - Celso Cicognani, politico italiano († 1973)
- 11 agosto - Paul Martin, mezzofondista svizzero († 1987)
- 11 agosto - Karl Schulz, calciatore tedesco († 1971)
- 12 agosto - Mario Bosisio, pugile italiano († 1988)
- 12 agosto - Raoul Greiner, calciatore italiano († 1992)
- 12 agosto - Giacomo Pellegrini, politico e partigiano italiano († 1979)
- 13 agosto - Boris Petrovič Čirkov, attore sovietico († 1982)
- 13 agosto - Hans Laurids Sørensen, ginnasta danese († 1974)
- 14 agosto - Mercedes Comaposada, pedagoga e avvocata spagnola († 1994)
- 14 agosto - Franz Konwitschny, direttore d'orchestra tedesco († 1962)
- 14 agosto - J. Peverell Marley, direttore della fotografia statunitense († 1964)
- 14 agosto - Battista Pederzoli, calciatore italiano († 1984)
- 14 agosto - Antonio Pedrotti, compositore, direttore d'orchestra e direttore di coro italiano († 1975)
- 14 agosto - Alice Rivaz, scrittrice svizzera († 1998)
- 15 agosto - Arnulfo Arias, politico panamense († 1988)
- 15 agosto - John B. Goodman, scenografo statunitense († 1991)
- 15 agosto - Nuto Navarrini, attore e cantante italiano († 1973)
- 15 agosto - Pëtr Sergeevič Novikov, matematico sovietico († 1975)
- 15 agosto - Dmitrij Aleksandrovič Romanov, russo († 1980)
- 15 agosto - Ned Washington, paroliere statunitense († 1976)
- 16 agosto - Robert Dufour, calciatore francese († 1933)
- 16 agosto - Fosco Frizzi, partigiano e politico italiano († 1951)
- 16 agosto - Riccardo Lombardi, politico, ingegnere e giornalista italiano († 1984)
- 16 agosto - Giovanni Pestarini, calciatore italiano († 1977)
- 16 agosto - Gyula Senkey, calciatore ungherese († 1983)
- 17 agosto - László Hartmann, pilota automobilistico ungherese († 1938)
- 17 agosto - Francis Perrin, fisico francese († 1992)
- 17 agosto - Joseph Siquet, ciclista su strada belga († 1983)
- 17 agosto - Dieudonné Smets, ciclista su strada belga († 1981)
- 17 agosto - Henri Tomasi, compositore e direttore d'orchestra francese († 1971)
- 18 agosto - Arne Borg, nuotatore svedese († 1987)
- 18 agosto - Åke Borg, nuotatore svedese († 1973)
- 18 agosto - Mischa Epper, artista olandese († 1978)
- 18 agosto - Riccardo Gefter Wondrich, avvocato e politico italiano († 1985)
- 18 agosto - Jean Guitton, filosofo francese († 1999)
- 19 agosto - Giuseppe Asquini, politico italiano († 1987)
- 19 agosto - René Capitant, giurista e politico francese († 1970)
- 19 agosto - Tommy Johnson, allenatore di calcio e calciatore inglese († 1973)
- 20 agosto - János Nehadoma, calciatore e allenatore di calcio ungherese
- 20 agosto - Salvatore Quasimodo, poeta e traduttore italiano († 1968)
- 21 agosto - Tullio Colsalvatico, scrittore italiano († 1980)
- 21 agosto - Albert S. Rogell, regista statunitense († 1988)
- 21 agosto - Harvey Stephens, attore statunitense († 1986)
- 22 agosto - Osvaldo Cagnasso, politico e antifascista italiano († 1987)
- 22 agosto - Dmitrij Nikolaevič Čečulin, architetto, urbanista e scrittore sovietico († 1981)
- 22 agosto - Ted Harper, calciatore inglese († 1959)
- 22 agosto - Henri Salvano, calciatore francese († 1964)
- 22 agosto - Jean Yarbrough, regista statunitense († 1975)
- 23 agosto - Karl Bechert, fisico e politico tedesco († 1981)
- 23 agosto - Giuseppe Di Donna, vescovo cattolico italiano († 1952)
- 23 agosto - William Hornbeck, montatore statunitense († 1983)
- 23 agosto - Jean Mariotti, scrittore francese († 1975)
- 23 agosto - Edvardas Mikučiauskas, calciatore lituano († 1986)
- 24 agosto - Edmund Germer, inventore tedesco († 1987)
- 24 agosto - Semën Aranovič Geršgorin, matematico sovietico († 1933)
- 24 agosto - Nicky Kirsch, calciatore lussemburghese († 1983)
- 24 agosto - Andrej Kostričkin, attore sovietico († 1973)
- 25 agosto - Kjeld Abell, drammaturgo, scenografo e regista teatrale danese († 1961)
- 25 agosto - José L. del Valle, avvocato spagnolo († 1983)
- 26 agosto - Tullio Campagnolo, ciclista su strada e imprenditore italiano († 1983)
- 26 agosto - Chen Yi, politico e generale cinese († 1972)
- 26 agosto - Eleanor Dark, scrittrice australiana († 1985)
- 26 agosto - Frankie Genaro, pugile statunitense († 1966)
- 26 agosto - Hans Kammler, generale e ingegnere tedesco
- 26 agosto - Jan de Quay, politico olandese († 1985)
- 26 agosto - Maxwell Taylor, generale e diplomatico statunitense († 1987)
- 27 agosto - Livio Cattel, ciclista su strada italiano († 1965)
- 28 agosto - Josef Bušek, pallanuotista cecoslovacco († 1993)
- 28 agosto - Dino Cavalleri, calciatore italiano
- 28 agosto - Babe London, attrice statunitense († 1980)
- 28 agosto - Ivo Pannaggi, pittore e architetto italiano († 1981)
- 29 agosto - Giuseppe Arata, avvocato e politico italiano († 1990)
- 29 agosto - Sherwin Badger, pattinatore artistico su ghiaccio statunitense († 1972)
- 29 agosto - Giuseppe Balista, politico italiano († 1977)
- 29 agosto - Oscar D'Agostino, chimico italiano († 1975)
- 29 agosto - Asakazu Nakai, direttore della fotografia giapponese († 1988)
- 29 agosto - Michel Olçomendy, missionario e arcivescovo cattolico francese († 1977)
- 29 agosto - Tullio Torchiani, dirigente d'azienda italiano († 1993)
- 30 agosto - Roy Wilkins, attivista statunitense († 1981)
- 31 agosto - Virginio Bertinelli, politico italiano († 1973)
- 31 agosto - Hans-Adolf Prützmann, generale tedesco († 1945)